# David Malangi
David Malangi ou David Malangi Daymirringu (1927 - 19 juin 1999) est un artiste aborigène Yolngu du Territoire du Nord, un des peintres d'écorce les plus connus de la Terre d'Arnhem et une figure importante de l'art indigène australien contemporain.

## Biographie
David Malangi est né à Mulanga, sur la rive est de la rivière Glyde, dans le centre de la Terre d'Arnhem.
Il peignait sur des fonds clairs, noirs ou d'ocre rouge. Il utilisait des coups de pinceau beaucoup plus larges et audacieux que les autres peintres d'écorce de la Terre d'Arnhem. Son œuvre comprend des représentations du pygargue, de la corneille, du serpent et du goanna.
Malangi a représenté l'Australie à la Biennale de São Paulo en 1983. Il est l'un des premiers artistes aborigènes dont les œuvres ont été présentées à la Biennale de Sydney en 1979. En 1983, ses œuvres ont été exposées à l'Australian Perspecta à la galerie d'art de Nouvelle-Galles du Sud, à Sydney. Il a contribué à la réalisation de dix rondins creux pour le mémorial aborigène de la Galerie nationale d'Australie en 1988. Il s'est rendu à New York en 1988 dans le cadre de l'exposition Dreamings d'art aborigène. En juillet 2004, une exposition de l'œuvre de David Malangi a été inaugurée à la National Gallery of Australia, intitulée No Ordinary Place.

## Billet d'un dollar australien

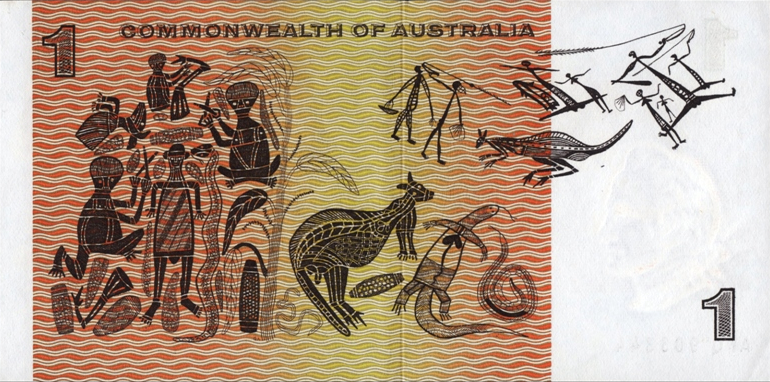
Verso du billet de.

En 1966, un de ses dessins est reproduit sur le revers du billet d'un dollar australien sans son accord car il est alors considéré qu'un motif aborigène est une œuvre ancienne d'un artiste anonyme. En 1967, un journaliste permet d'attribuer l'œuvre à Malangi qui reçoit par la suite un dédommagement de 1 000 $, une médaille d'argent et un équipement de pêche,. L'image représente le festin mortuaire du chasseur ancestral Gurrmirringu.
Le paiement effectué par la Reserve Bank à Malangi est à l'origine de la question du droit d'auteur aborigène en Australie.

## Collections
- Galerie nationale d'Australie, Canberra
- National Gallery of Victoria, Melbourne
- Musée d'Art contemporain d'Australie, Sydney
- Galerie d'art de Nouvelle-Galles du Sud, Sydney[1]
- Collection d'art aborigène Kluge-Ruhe (en), Université de Virginie, Charlottesville
- Galerie d'art régionale de Broken Hill, Broken Hill, Nouvelle-Galles du Sud[5]